# Геба
Ге́ба у давньогрецькій релігії — богиня юності та розквіту життя, дочка Зевса та Гери. Геба займалася частуванням богів на Олімпі нектаром та амброзією, поки не одружилася з Гераклом; її наступником став божественний герой Ганімед. З цього виникло ще одне її ім'я — Ганімеда, що означає «Радісна Принцеса». Гебі поклонялися як богині прощення чи милосердя у Сікіоні.
Геба мала здатність відновлювати молодість смертним. За словами Філострата Старшого, Геба була наймолодшою серед богів і відповідала за збереження їхньої молодості, через це її найбільше шанували. Її роль у забезпеченні молодості інших богів пов'язана з частуванням богів нектаром та амброзією, оскільки слово «амброзія» в перекладі з протоіндоєвропейської мови означає безсмертя, невмирущість і життєву силу. У мистецтві її зазвичай зображають із батьком в образі орла, часто пропонуючи йому чашу. Це зображення спостерігається як у класичних гравірованих дорогоцінних каменях, так і в мистецтві згодом. Орли були пов'язані з безсмертям і існувала фольклорна віра, що орел може відновити себе до юнацького стану, що робить асоціацію з Гебою логічною.

## Етимологія
Ім'я «Геба» походить від дав.-гр. Ήβα, що означає «молодість» або «розквіт життя». Воно своєю чергою сходить до протоіндоєвропейського *(H)iēgw-eh2- «молодий, бадьорий».

## Міфологія
Геба — дочка Зевса та його старшої сестри Гери, і в міфі описувалась як старанна донька, яка виконує домашню роботу, характерну для неодружених дівчат у Стародавній Греції. В «Іліаді» вона виконувала роботи по домогосподарству, малювала малюнки для брата Ареса та допомагала Гері входити в її колісницю. Піндар у своїх творах описує її як найкрасивішу серед богинь. Хоча вона не була так сильно пов'язана зі своїм батьком, Гебу періодично описували епітетом Діа, який можна перекласти як «Дочка Зевса» або «Небесна». У деяких традиціях, які були зафіксовані Сервієм Гоноратом, батько Зевс обдарував її двох голубів людськими голосами, а один полетів туди, де згодом був встановлений Оракул Додони. Крім цього, Гебу часто пов'язують з Афродітою, описуючи її вісником чи супроводжуючим богині вроди, асоціюючись із красою і молодістю.
Основна з її ролей полягала в тому, щоб частувати богів нектаром та амброзією, проте з класичних джерел відомо, що через одруження з обоженим героєм Гераклом вона була змушена залишити цей обов'язок. А в 1500-х роках здогадки про звільнення Геби було перетворено в моралізаторську історію Англійською Церквою, де в примітці, в англо-латинському словнику, було зазначено, що Геба впала під час відвідування богів, внаслідок чого її сукня розв'язалася, оголивши публічно її тіло. Хоча для цього не існує класичного літературного чи мистецького джерела, історія була видозмінена як попередження жінкам постійно залишатись скромними.
Існує дві версії зачаття Геби. Її мати Гера завагітніла, з'ївши рослини салату, обідаючи з олімпійцем Аполлоном. Цю версію записав відомий італійський міфограф Наталіс Комес. За іншою версією Гера, шукаючи спосіб завагітніти без допомоги Зевса, подорожувала до царства Океану і Тетії. Там вона заходить у сад Флори і, торкнувшись єдиної безіменної рослини, завагітніла Аресом. Гера повернулася в сад десь після його народження і з'їла салат, щоб завагітніти Гебою. На цю версію посилається американський автор Генрі Девід Торе у своєму творі «Волден», де Геба описується як дочка Юнони та дикого салату.
Будучи нареченою Геракла, Геба часто зображувалася з чоловіком у мистецтві та літературі. Вона була покровителькою наречених, завдяки тому, що була дочкою Гери, богині шлюбу. Після того, як вона одружилася з Гераклом, у них було двоє дітей — Алексіар (означає «помічник») і Анікет (означає «непереможний»). В Афінах їй споруджували вівтарі спільно з Гераклом. У деяких зображеннях на вазових картинах, таких як Річчі Гідрія, датована приблизно 525 р. до н. е., Геба керувала колісницею і привела свого майбутнього чоловіка Геракла на Олімп із Землі після апофеозу, виконуючи роль, яку традиційно виконувала Афіна.
На думку деяких класичних авторів, Геба відповідала за підтримку молодості та безсмертя інших богів. Філострат Старший заявив, що вона надавала вічну молодість іншим богам, а Бакхілідес стверджує, що Геба відповідала за безсмертя. Це було ще одним виправданням її одруження з Гераклом, оскільки вона забезпечувала не тільки його безсмертя, але й вічну молодість. У п'єсі Евріпіда «Гераклеїди» та в «Метаморфозах» Овідія Геба виконала бажання Іолая знову стати молодим, щоб боротися з Еврістеєм.

## Культ
Геба пов'язана з поклонінням її матері Гері в Аргосі, одному з головних центрів поклоніння Гері в Греції. Говорили, що статуя Геби була зроблена із слонової кістки та золота, яка була зображена поряд із дуже великою статуєю Гери, на якій зображалася богиня, що сидить і тримає гранат та скіпетр, та із зозулею, яка примостилася зверху. Срібний рельєф над вівтарем зображував шлюб Геби та Геракла. Обидва ці зображення втрачені, але були знайдені аргоські монети, на яких ці дві статуї зображені поруч. Цілком можливо, що Гебі поклонялися тому, що вона представляла незайману Геру, або поклоніння їй з її матір'ю було схоже на поклоніння Деметрі й Персефоні, оскільки обидві потенційно представляли цикл відродження та оновлення. Деякі вчені припускають, що один із храмів Гери в Пестумі можливо, був присвячений Гері та Гебі, а не Гері та Зевсу, що є поширенішим консенсусом. Вчені вказують на безголовий бюст добре одягненої молодої дівчини, який, можливо, слугував антефіксом або акротерієм храму, який, можливо, представляє Гебу. Геба також була зображена разом із Афіною, яка стоїть біля сидячої статуї Гери в храмі Гери в Мантінеї.
Є запис про те, що жриця з Ексона, яка служила і Гебі, і Алкмені, була нагороджена короною з оливкового листя за свою службу. Еліан також посилається на те, що Гебі поклонялися в храмі, який був поруч із храмом, присвяченим її чоловікові Гераклу. Храми, які були розділені каналом, містили півнів у храмі Геракла і курей у храмі Геби. Кури зазвичай не асоціювалися з жодним із божеств. Деякі вчені вказують, що в Ассирії Аполлон був особливо пов'язаний з Гебою.
Геба також мала свій особистий культ і принаймні один храм у Греції, присвячений їй. Для неї призначався вівтар в Афінах біля Кіносарга. На цьому місці також був гімнасій і вівтарі для Геракла та спільний вівтар Алкмени та Іолая. Також у Сікіоні був присвячений храм, який слугував центром власного культу Геби. Фліазіанці, які жили поблизу Сікіону, шанували Гебу (яку вони називали Діа, що означає «дочка Зевса»). Гебі також поклонялися якбогині прощення; звільнені в'язні вішали свої ланцюги у святилищі у Фліюсі.

## Стародавнє мистецтво
У мистецтві Геба зазвичай зображувалася в сукні без рукавів. Зображали її з одним або обома батьками, на весільній церемонії або з Афродітою.
Іноді Гебу зображали з крилами, що призводило до плутанини сучасних науковців щодо того, чи є зображення крилатих прислужників — Геби, Іриди чи Ніки. Існує одне підтверджене зображення Геби з крилами. Імовірно, це тоді, коли Геба, знаходячись між батьками, чекає на свого майбутнього чоловіка Геракла, який був направлений до неї Афіною, Аполлоном та Гермесом.
Як богиню наречених, Гебу часто зображували у весільних сценах. Вона була видатною постаттю в картинах вазописця Еретрії, що зображає підготовку до весілля Гармонії. Наречена сидить у центрі сцени і оточена своїми подругами, які готують її до весілля, а Афродіта контролює весільний процес. Зображення демонструє зв'язок Геби з весіллями і нареченими.

## У посткласичному мистецтві

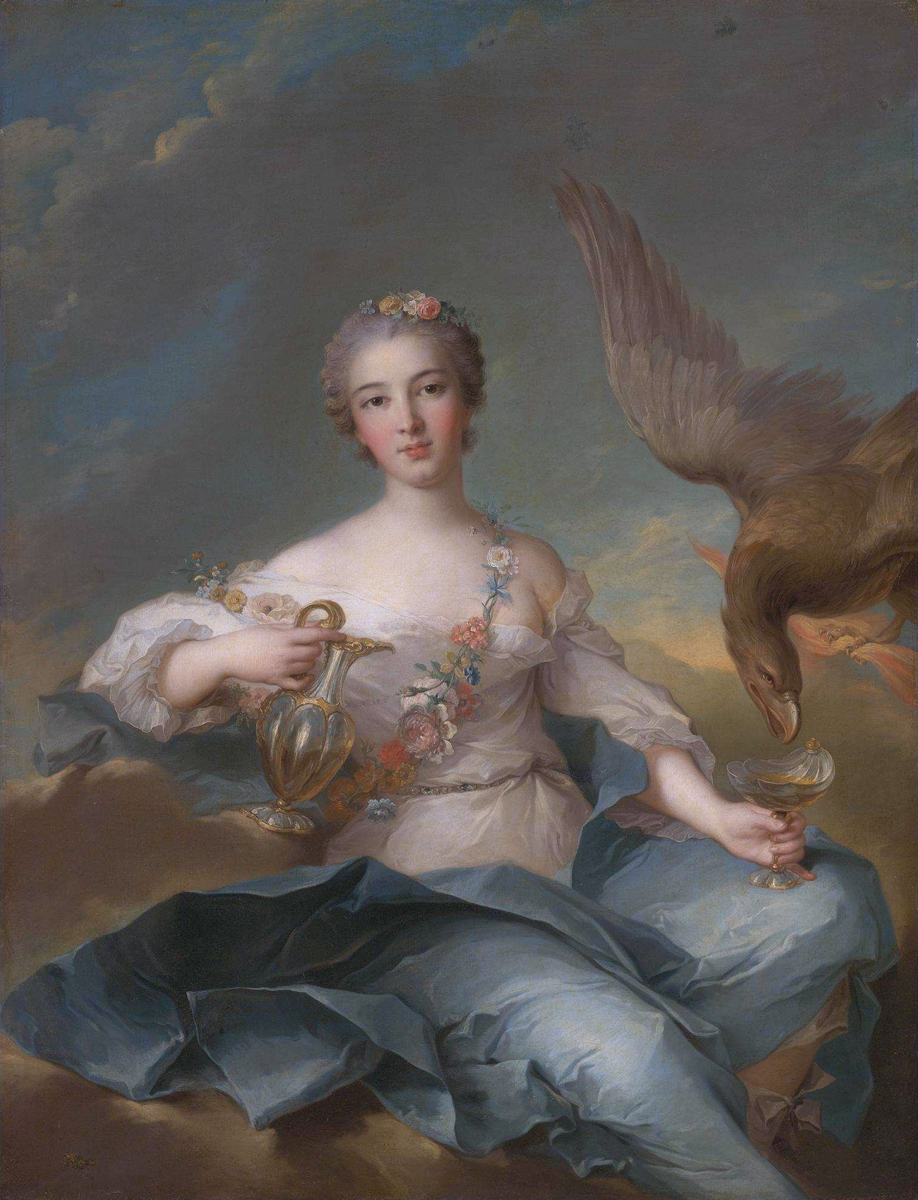
Луїза Генрієт де Бурбон в образі Геби, Жан-Марк Натьє (1744)

Образ Геби був надзвичайно популярним у мистецтві в період приблизно з 1750 по 1880 роки. Весілля Геби й Геракла оспіване в поезіях Сапфо, Піндара, Овідія. До образу Геби зверталися скульптори Антоніо Канова, Б. Торвальдсен, композитори П. Кайзер, X. В. Глюк та ін. У цей період багато портретів дам були схожі на Гебу, одягнуті у білу сукню, з кількома квітами у волоссі та чашею у руках.
Зображення Геби у скульптурах почали створювати трохи пізніше. У 1590 р. Губерт Ґергард створив статую Геби, яку зараз експонують в Інституті мистецтв у Детройті, на якій зображено її оголеною, тримаючи в одній руці сукню, а в іншій чашу підняту над головою. Антоніо Канова ліпив чотири різні версії статуї Геби і зараз існує декілька примірників, проте зображення орла на них відсутнє. Зображення Геби й орла з розкритими крилами було започатковане в 1852 році Франсуа Руде, проте було незакінчене через його смерть у 1855 році. Цю роботу завершила його вдова і зараз вона знаходиться в Діжонському музеї образотворчого мистецтва та є дуже популярною у бронзових версіях.
У США статуї Геби були популярними наприкінці XIX століття, а на початку XX століття виготовлялися з литого каменю та використовувалися як прикраси садових фонтанів. У Тарентумі, штат Пенсільванія є дві такі литі кам'яні статуї Геби.